# Nikolaos Siranidis
Nikolaos Siranidis (Atenas, Grecia, 26 de febrero de 1976) es un clavadista o saltador de trampolín griego especializado en trampolín de 3 metros, donde consiguió ser campeón olímpico en 2004 en los saltos sincronizados.

## Carrera deportiva
En los Juegos Olímpicos de 2004 celebrados en Atenas (Grecia) ganó la medalla de oro en los saltos sincronizados desde el trampolín de 3 metros, con una puntuación de 353 puntos, por delante de los alemanes y australianos, siendo su compañero de saltos Thomas Bimis.